# 피카타

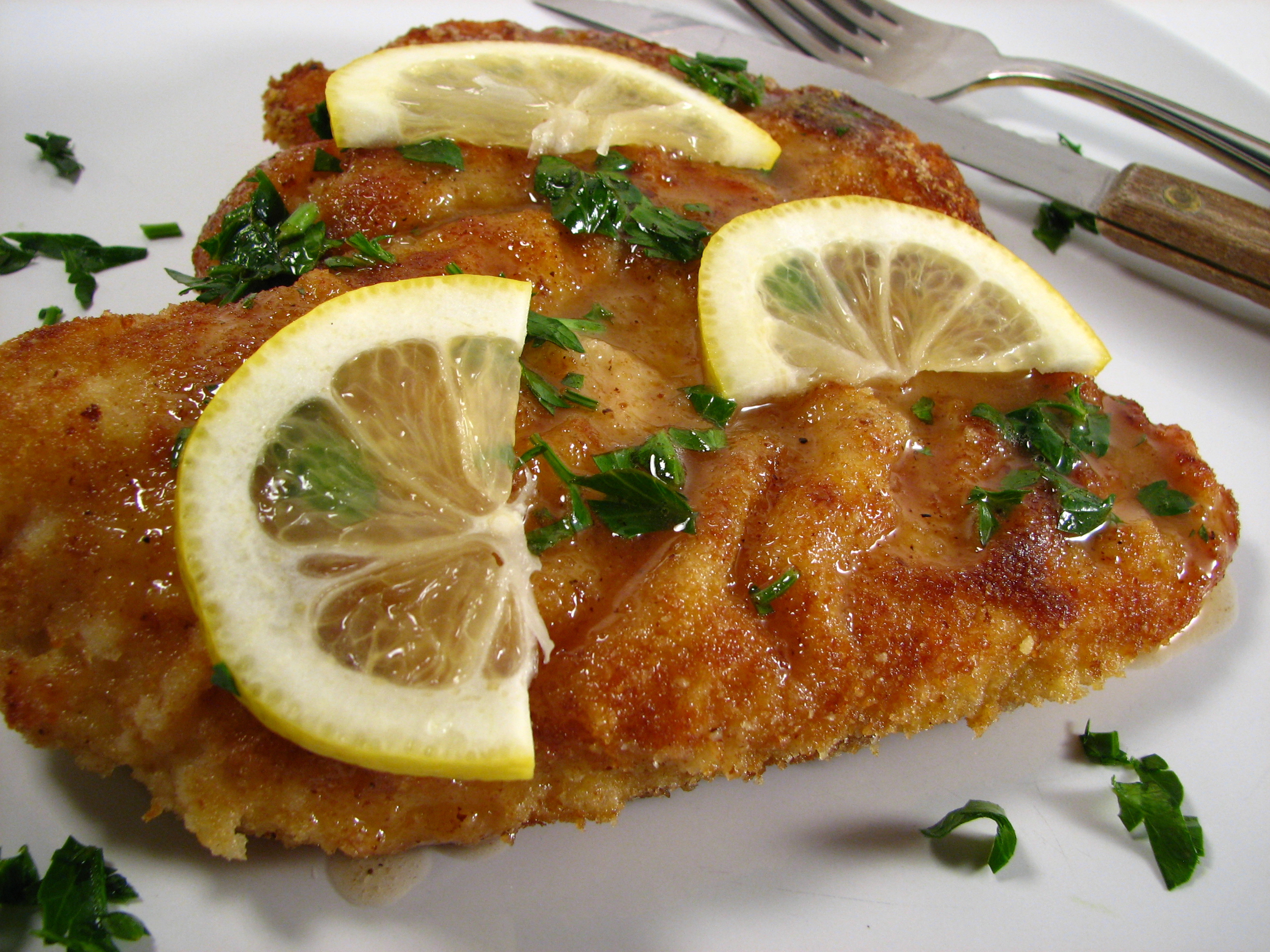
피카타

피카타(Piccata)는 고기 따위를 얇게 썰어 굽고, 소스와 레몬 즙, 파슬리를 곁들인 요리이다. 닭고기를 사용한 피카타 외에도 송아지 고기를 이용한 피카타도 있다.

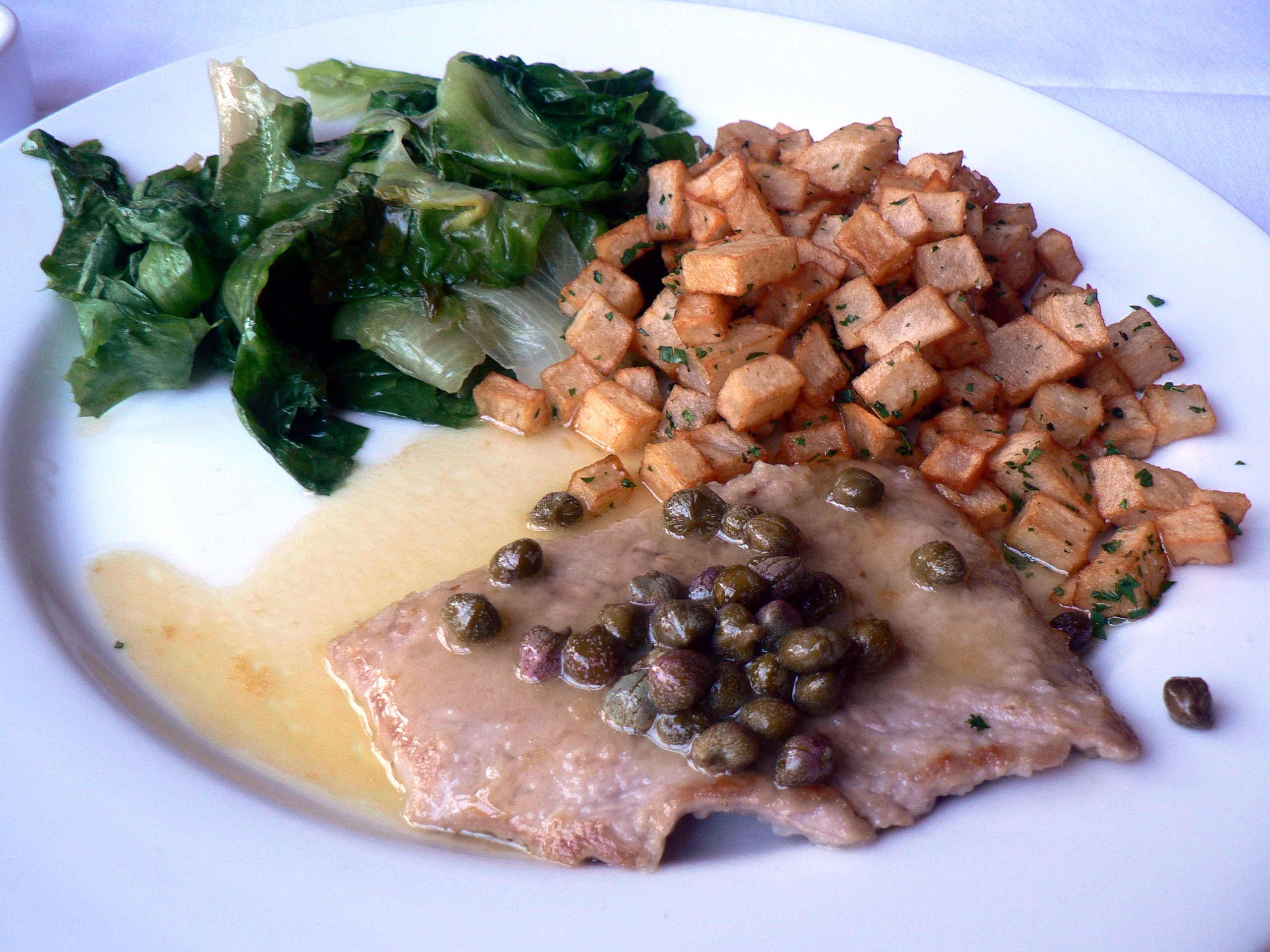
송아지 피카타(하단)